# Unión Soviética en la Copa Mundial de Fútbol de 1990
Unión Soviética fue una de las 24 selecciones participantes en la Copa Mundial de Fútbol de Italia 1990, la que fue su séptima y última participación en un mundial y tercera de manera consecutiva.

## Clasificación
|                      | J | G | E | P | GF | GC | GD | Pts |
| -------------------- | - | - | - | - | -- | -- | -- | --- |
| Unión Soviética      | 8 | 4 | 3 | 1 | 11 | 4  | +7 | 11  |
| Austria              | 8 | 3 | 3 | 2 | 9  | 9  | 0  | 9   |
| Turquía              | 8 | 3 | 1 | 4 | 12 | 10 | +2 | 7   |
| Alemania Democrática | 8 | 3 | 1 | 4 | 9  | 13 | -4 | 7   |
| Islandia             | 8 | 1 | 4 | 3 | 6  | 11 | -5 | 6   |

|                               | Bandera de Austria | Bandera de Alemania Oriental | Bandera de Islandia | Bandera de la Unión Soviética | Bandera de Turquía |
| ----------------------------- | ------------------ | ---------------------------- | ------------------- | ----------------------------- | ------------------ |
| Bandera de Austria            | –                  | 3 – 0                        | 2 – 1               | 0 – 0                         | 3 – 2              |
| Bandera de Alemania Oriental  | 1 – 1              | –                            | 2 – 0               | 2 – 1                         | 0 – 2              |
| Bandera de Islandia           | 0 – 0              | 0 – 3                        | –                   | 1 – 1                         | 2 – 1              |
| Bandera de la Unión Soviética | 2 – 0              | 3 – 0                        | 1 – 1               | –                             | 2 – 0              |
| Bandera de Turquía            | 3 – 0              | 3 – 1                        | 1 – 1               | 0 – 1                         | –                  |

## Jugadores
Estos son los 22 jugadores convocados para el torneo:

## Resultados
Unión Soviética fue eliminada en el grupo B.
| País            | J | G | E | P | GF | GC | GD | Pts |
| --------------- | - | - | - | - | -- | -- | -- | --- |
| Camerún         | 3 | 2 | 0 | 1 | 3  | 5  | −2 | 4   |
| Rumania         | 3 | 1 | 1 | 1 | 4  | 3  | +1 | 3   |
| Argentina       | 3 | 1 | 1 | 1 | 3  | 2  | +1 | 3   |
| Unión Soviética | 3 | 1 | 0 | 2 | 4  | 4  | 0  | 2   |

| 9 de junio de 1990 | Unión Soviética | 0:2 (0:1) | Rumania                | Stadio San Nicola, Bari                                            |                                                                    |
|                    |                 | Reporte   | Lăcătuș 41' 55' (pen.) | Asistencia: 42 907 espectadores Árbitro(s): Juan Daniel Cardellino | Asistencia: 42 907 espectadores Árbitro(s): Juan Daniel Cardellino |

| 13 de junio de 1990 | Argentina                    | 2:0 (1:0) | Unión Soviética | Stadio San Paolo, Nápoles                                    |                                                              |
|                     | Troglio 27' · Burruchaga 79' | Reporte   |                 | Asistencia: 55 759 espectadores Árbitro(s): Erik Fredriksson | Asistencia: 55 759 espectadores Árbitro(s): Erik Fredriksson |

| 18 de junio de 1990                                                                                            | Camerún | 0:4 (0:2) | Unión Soviética                                                 | Stadio San Nicola, Bari                                         |                                                                 |
| |         | Reporte   | Protasov 20' · Zygmantovich 29' · Zavarov 52' · Dobrovolski 63' | Asistencia: 37 307 espectadores Árbitro(s): José Roberto Wright | Asistencia: 37 307 espectadores Árbitro(s): José Roberto Wright |
| Último partido oficial de la Unión Soviética. Siendo sucedida por Rusia tras la disolución de la URSS en 1991. |         |           |                                                                 |                                                                 |                                                                 |